# 伊萬尼夫卡 (伊賈斯拉夫市鎮)

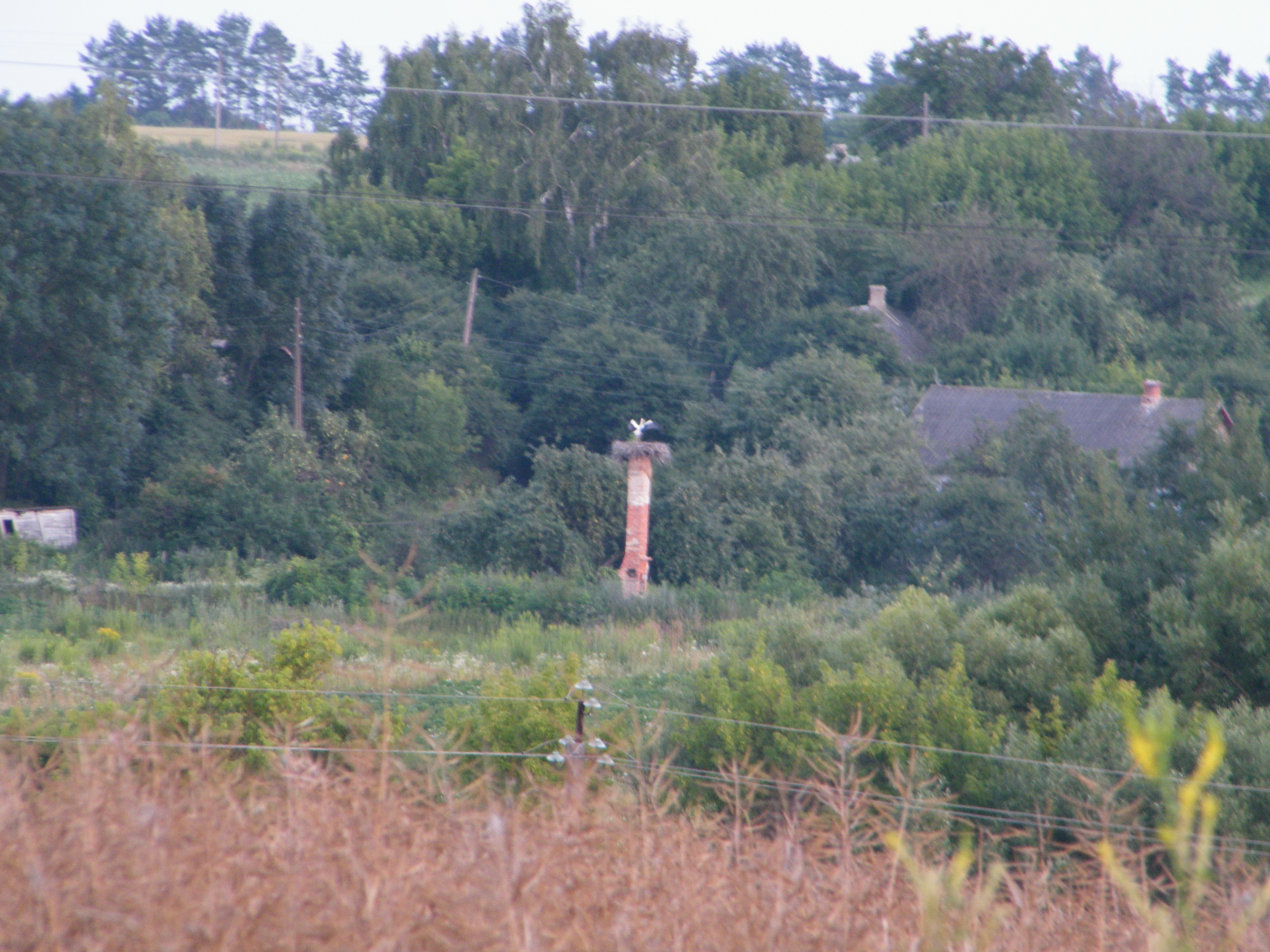

50°6′2″N 26°45′19″E / 50.10056°N 26.75528°E
伊萬尼夫卡（烏克蘭語：Іванівка）是位於烏克蘭西部的村莊，由赫梅利尼茨基州舍佩蒂夫卡區的伊賈斯拉夫市鎮負責管轄。該村面積0.35平方公里，海拔高度243米，2001年人口52，人口密度每平方公里147.7人。